# Aftershock (album)
Az Aftershock album a brit Motörhead zenekar 2013. október 21-én megjelent huszonegyedik stúdiólemeze. Ez az ötödik egymás utáni Motörhead lemez, amelynek producere Cameron Webb volt. Az album első kislemeze a Heartbreaker dal volt, amihez október 19-én adták ki a hivatalos videóklipet. A Crying Shame dalhoz a következő év márciusában készítettek szöveges videót.
Az Aftershock a Billboard 200-as lemezeladási listán a 22. helyet érte el, ami az együttes eddigi legjobb eredménye volt az Amerikai Egyesült Államokban. Az album több európai ország eladási listáján is a Top 10-be került. A lemezről a Heartbreaker című dalt 2015-ben Grammy-díjra jelölték a Best Metal Performance kategóriában.
A frontember, Ian 'Lemmy' Kilmister egészségügyi problémái miatt a lemezbemutató turnét előbb 2014 februárjára halasztották, majd egy hónappal az indulás előtt újra lemondták.

## Az album dalai
1. Heartbreaker – 3:05 Videóklip. YouTube
2. Coup de Grace – 3:45
3. Lost Woman Blues – 4:09
4. End of Time – 3:17
5. Do You Believe? – 2:59
6. Death Machine – 2:37
7. Dust and Glass – 2:51
8. Going to Mexico – 2:51
9. Silence When You Speak to Me – 4:30
10. Crying Shame – 4:28 Videóklip. YouTube
11. Queen of the Damned – 2:41
12. Knife – 2:57
13. Keep Your Powder Dry – 3:54
14. Paralyzed – 2:50

## Közreműködők
- Ian 'Lemmy' Kilmister – basszusgitár, ének
- Phil Campbell – gitár
- Mikkey Dee – dobok

## Külső hivatkozások
- Motörhead hivatalos diszkográfia